# 청암학교
청암학교는 충청북도 제천시 흑석동에 위치한 지적 장애인을 위한 사립 특수학교이다.

## 연혁
- 1992년 3월 1일 : 제천청암학교 개교
- 2017년 3월 1일 : 청암학교로 변경[1]